# Ернст Марно
Ернст Марно (на немски: Ernst Marno) е австрийски пътешественик, зоолог, антрополог, изследовател на Африка.

## Биография
Роден е на 13 януари 1844 година във Виена, тогава в пределите на Австрийската империя, в семейството на търговец. Учи зоология и предприема общо четири пътувания в региона на река Нил.
През 1866 г. заминава за Судан, където за кратко работи в магазин за домашни любимци. През същата година пътува до Кайро и през есента на 1867 през Суец и Абисиния се завръща в Европа.
През октомври 1869 г., предприема ново пътуване до Судан като изследва река Сини Нил и левия ѝ приток река Тумат (Тумил), а след това – до 1871, изследва южната част на междуречието на реките Бели и Сини Нил, като достига на юг до Гондокоро, където се среща със Самюъл Уайт Бейкър и се завръща във Виена.
През 1872 г. отново пристига в Южен Судан и изследва източния ръкав на Бели Нил – Бахр-ез-Зераф.
През 1875 г. участва в експедицията на Чарлз Шалий-Лонг, а през 1876 извършва проучвания в Кордофан.
През 1879 – 1880 г. изследва и картира река Бахр-ел-Абияд (между устията на реките Бахр-ел-Газал и Бахр-ез-Зераф), река Бахр-ел-Джебел (нагоре от устието на Бахр-ел-Газал), река Бахр-ез-Зераф и река Бахр-ел-Газал (от устието ѝ до двете съставящи я реки Джур и Бахр-ел-Араб).
Умира на 31 август 1883 година в Хартум на 39-годишна възраст.

## Трудове
- Reisen im Gebiete des Blauen und Weissen Nil, im Aegyptischen Sudan und den angrenzenden Negerländern in den Jahren 1869 bis 1873, Wien, 1874
- Reise in der Ägiptischen Äquatorial-Provinz und in Kordofan in den Jahren 1874 – 1876, Wien, 1878